# Xysticus ovatus
Xysticus ovatus är en spindelart som beskrevs av Simon 1876. Xysticus ovatus ingår i släktet Xysticus och familjen krabbspindlar.
Artens utbredningsområde är Frankrike. Inga underarter finns listade i Catalogue of Life.